# Přívlaky (Samopše)
Přívlaky (německy Pschiewlak) jsou vesnice, část obce Samopše v okrese Kutná Hora. Nachází se v údolí Sázavy asi jeden kilometr jižně od vlastních Samopší, nejbližší zástavba jen asi 200 m vzdušnou čarou, ale oddělena kaňonem řeky bez vzájemného spojení. Jediná (slepá) silnice do Přívlak vede ze sousedního Ledečka.
Přívlaky leží v katastrálním území Samopše o výměře 5,24 km². Žije zde asi 30 stálých obyvatel, značná část domů je využívána jen sezónně.
Osada se prostírá na výrazném levobřežním zakleslém meandru Sázavy zvaném „Přívlacká mušle“. Obtékající úsek řeky je dlouhý přes 3 km, zatímco šíje meandru je široká jen 170 metrů. Železniční trať Čerčany – Světlá nad Sázavou ji přetíná Ledečským tunelem I (124 m).

## Historie
První písemná zmínka o vesnici pochází z roku 1437.